# Ratomir Bogojević

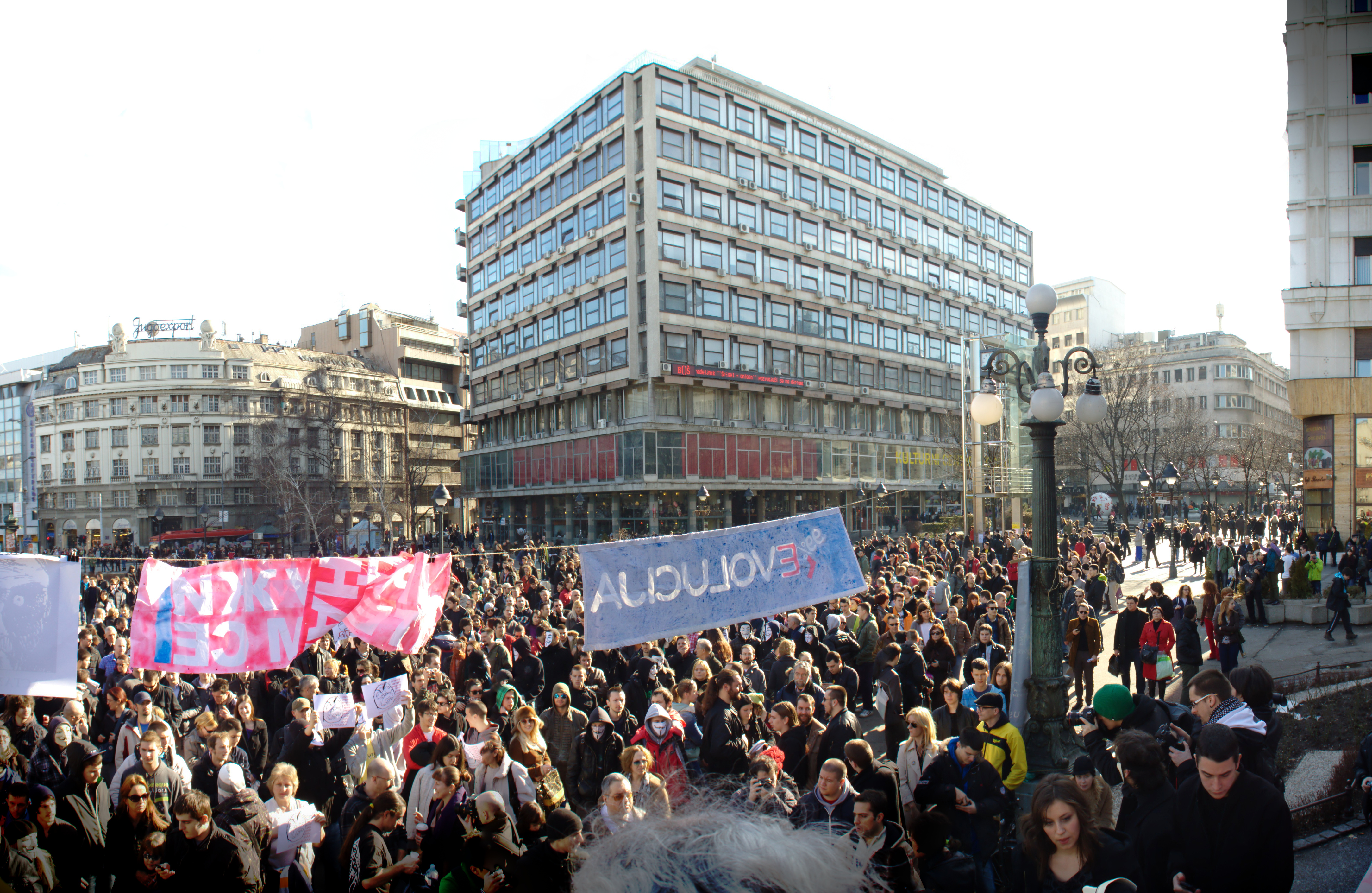
Dům tisku na Náměstí republiky v Bělehradě

Ratomir Bogojević (v srbské cyrilici Ратомир Богојевић; 1912–1968) byl srbský a jugoslávský architekt a pedagog.
Jeho nejznámějším objektem, který navrhl je Dům tisku, který se nachází v srbské metropoli Bělehradě na Náměstí republiky. Kromě toho byl také architektem stavby Odeonu a budovy Kablar v srbském městě Kraljevo. Byl rovněž autorem urbanistických plánů pro města Vrnjačka Banja a Leskovac.